# Club Deportivo Tenerife Aficionados
El Club Atlético Tenerife, más conocido como Tenerife Aficionados, fue un club de fútbol de la ciudad de Santa Cruz de Tenerife en la isla de Tenerife (islas Canarias). Se fundó en 1960. Fue el primer filial del Club Deportivo Tenerife. Desapareció en 1990.

## Historia
Fundado en 1960 como filial del Club Deportivo Tenerife el Tenerife Aficionados tuvo el honor de ser uno de los veinte equipos fundadores del Grupo Canario de la Tercera División. El equipo vio reducido su potencial cuando el Club Deportivo Tenerife y la UD Salud llegaron a un acuerdo de filiaridad del equipo verdiblanco. Los buenos resultados del UD Salud que llegó incluso a la Segunda División B, y la mala racha del Club Atlético Tenerife que llevaba varios años en Preferente sin poder volver a Tercera División hizo que en 1990 ante la imposibilidad de mantener dos filiales el Club Deportivo Tenerife decidiera hacer desaparecer al Tenerife Aficionados y apostara por el UD Salud que pasaría llamarse desde ese año Club Deportivo Tenerife "B".

## Temporadas
| Temporada | División            | Posición |
| --------- | ------------------- | -------- |
| 1960-61   | 1.ª Categoría       | 9.º      |
| 1965-66   | 1.ª Categoría       | 9.º      |
| 1967-68   | Liga Inter-Regional | 5.º      |
| 1968-69   | 1.ª Categoría       | 12.º     |
| 1969-70   | 2.ª Categoría       | 3.º      |
| 1970-71   | 2.ª Categoría       | 2.º      |
| 1971-72   | 1.ª Categoría       | 5.º      |
| 1972-73   | 1.ª Categoría       | 7.º      |
| 1973-74   | 1.ª Categoría       | 12.º     |
| 1976-77   | 2.ª Categoría       | 4.º      |
| 1977-78   | 1.ª Categoría       | 3.º      |
| 1978-79   | Preferente          | 10.º     |
| 1979-80   | Preferente          | 8.º      |
| 1980-81   | 3.ª División        | 9.º      |
| 1981-82   | 3.ª División        | 12.º     |
| 1982-83   | 3.ª División        | 19.º     |
| 1983-84   | Preferente          | 1.º      |
| 1984-85   | 3.ª División        | 14.º     |
| 1985-86   | 3.ª División        | 18.º     |
| 1986-87   | Preferente          | 6.º      |
| 1987-88   | Preferente          | 7.º      |
| 1988-89   | Preferente          | 8.º      |
| 1989-90   | Preferente          | 7.º      |

### Datos del club
- Temporadas en 3ª División: 5
- Temporadas en Preferente: 7

## Palmarés
- Campeón Copa Heliodoro Rodríguez López (3): 1968-69, 1983-84 y 1987-88.
- Campeón Preferente Tenerife (1): 1983-84.